# Georges Kleiber
Pour les articles homonymes, voir Kleiber.
Georges Kleiber, né le 6 décembre 1944 à Sélestat (Bas-Rhin), est un enseignant et chercheur français en linguistique.

## Domaines d'activité
Agrégé en lettres modernes, discipline qu’il a enseignée à Altkirch (Haut-Rhin), assistant, puis maître-assistant, à l’université des sciences humaines de Strasbourg  il est depuis 1997 professeur des universités de classe exceptionnelle à l’université Marc-Bloch (UMB) dans cette même ville (disciplines : linguistique française et linguistique générale).
Son activité de recherche concerne notamment la sémantique lexicale, phrastique et pragmatique.
Au sein de l’UMB, il a été jusqu'en 2007 responsable de l'« Équipe d’accueil » (EA) 1339 « LInguistique, Langue, PArole » (LILPA) qui s’occupe de linguistique et didactique des langues.
Il est membre du comité de rédaction de plusieurs revues linguistiques françaises et étrangères, et poursuit une collaboration régulière avec plusieurs universités étrangères (Porto, Tel Aviv, Bruxelles, Bucarest, etc.).
Il a publié plusieurs ouvrages, dont La sémantique du prototype, traduit en plusieurs langues.
Georges Kleiber a obtenu plusieurs distinctions scientifiques (telle la médaille d’argent du CNRS) et honorifiques (officier des Palmes académiques, docteur honoris causa de l’université d'Uppsala). L'Académie des inscriptions et belles-lettres lui décerne le prix Lequeux en 2012.

## Publications
- Problèmes de référence : descriptions définies et noms propres, in Recherches linguistiques, n° VI, Études publiées par le Centre d'analyse syntaxique de l'université de Metz, Paris, Klincksieck, 1981, 538 p.
- Relatives restrictives et relatives appositives : une opposition « introuvable ? », Tübingen, Niemeyer, 1987, 166 p.
- Du côté de la référence verbale : les phrases habituelles, Berne, Peter Lang, coll. « Sciences de la communication », no 19, 1987, 235 p.
- L’article LE générique : la généricité sur le mode massif, Genève, Droz, 1990, 172 p.
- La sémantique du prototype, Paris, PUF, 1990, 199 p.

Cet ouvrage a été également traduit en allemand, espagnol et polonais.
- Nominales, Paris, Armand Colin, 1994.
- Anaphores et pronoms, Louvain-la-Neuve, Duculot, 1994, 229 p.
- Problèmes de sémantique : la polysémie en questions, Lille, Éditions du Septentrion, 1999, 223 p.
- L’anaphore associative, Paris, PUF, 2001  (ISBN 978-2130515470)
- « Y a-t-il des micro-sens ? », in Dietrich, W., Hoinkes, U., Roviro, B. und Warnecke, M. (hrsg.), Lexikalische Semantik und Korpuslinguistik, Tübingen, Gunter Narr Verlag, 2006, p. 51-61